# Ideopsis mangalia
Ideopsis mangalia är en fjärilsart som beskrevs av Hans Fruhstorfer 1904. Ideopsis mangalia ingår i släktet Ideopsis och familjen praktfjärilar. Inga underarter finns listade i Catalogue of Life.